# 杜銘
杜銘（1419年—1478年），字敬脩（敬修），四川成都府金堂縣人，軍籍，治《書經》，年二十七歲中式正統十年乙丑科第二甲第十八名進士。九月十九日生，行三，曾祖杜再禮；祖杜添禮；父杜榮聰；母楊氏。具慶下，妻龍氏，兄勝剛；勝海，弟勝能；勝拳。由國子生中式四川鄉試第三十八名舉人，會試中式第一百三十二名。授刑部主事，后累升至刑部尚書，為官廉政平允。